# Sofia Kourtesis
Sofia Kourtesis (Magdalena del Mar, Lima, Perú; 18 de agosto de 1985) es una productora musical, DJ y vocalista peruana actualmente radicada en Berlín, Alemania.

## Trayectoria
Kourtesis lanzó su EP debut, This is it, en 2014. Kourtesis lanzó su segundo EP homónimo en 2019. Kourtesis lanzó un EP de cuatro canciones en 2020 titulado Sarita Colonia. Kourtesis lanzó un EP de cinco canciones en 2021 llamado Fresia Magdalena. Kourtesis lanzó un sencillo titulado "Estación Esperanza" en 2022 y su última canción, "Madres", en 2023.